# Chaim Samuel Hönig
Chaim Samuel Hönig (Berlim, 1 de fevereiro de 1926 - 19 de março de 2018) foi um matemático brasileiro. Foi o idealizador do primeiro Colóquio Brasileiro de Matemática, um dos fundadores da Sociedade Brasileira de Matemática (SBM) e seu primeiro presidente. Chaim foi professor titular aposentado do Instituto de Matemática e Estatística da Universidade de São Paulo e membro da Academia Brasileira de Ciências. O professor Chaim teve contribuições relevantes à Análise Funcional.

## Vida pessoal e formação
Filho mais velho de poloneses judeus, nasceu na Alemanha e sempre teve interesse em matemática desde pequeno. Com 11 anos, ele, sua irmã e pais vieram ao Brasil fugindo do nazismo e fixaram residência em Porto Alegre, onde já havia um tio morando lá. Como estudante, já era destaque em matemática, tendo sido recomendado para assistir aulas mais avançadas na Faculdade de Educação, Ciências e Letras de Porto Alegre mesmo antes de entrar no ensino superior.
Em 1946, entrou na FFCL-USP para cursar tanto matemática quanto física. Formou-se em ambos dois anos depois e, em 1950, concluiu licenciatura em matemática. No mesmo ano, naturalizou-se brasileiro para assumir na mesma instituição o posto de primeiro assistente do professor Edison Farah, sob indicação de Cândido Lima da Silva Dias. Concluiu o doutorado em 1952 na USP e o pós-doutorado em 1955, no Instituto Henri Poincaré, na França. Ao voltar ao país, reassumiu seu posto e ainda recebeu um convite para trabalhar no IMPA.
O sistema de bibliotecas da UFABC recebeu a doação do acervo de Chaim em 2015. A maior parte dos materiais é da área de Matemática e consiste em fontes que refletem sua vida e pesquisa acadêmica.

## Carreira na universidade
A vida acadêmica e profissional de Chaim foi na Universidade de São Paulo, onde atuava como professor titular no IME-USP. Além de professor, atuou como diretor do instituto em duas gestões, de 1978 a 1982 e de 1986-1990.

## Envolvimento com a comunidade matemática
Na 8ª reunião da Sociedade Brasileira para o Progresso da Ciência, Chaim observou grande interesse dos participantes em tópicos da matemática moderna, sendo então o embrião da criação para o Congresso Brasileiro de Matemática em 1957 e que acontece bianualmente desde então. Foi o 1º da presidente da Sociedade Brasileira de Matemática (SBM) de 1969 a 1971 e o primeiro editor-chefe do seu boletim.
Idealizou o 1º Colóquio Brasileiro de Matemática, que aconteceu em Poços de Caldas em 1957, e foi um dos coordenadores do evento.

## Prêmios e reconhecimentos
- 1998 - Ordem Nacional do Mérito Científico com a classe Comendador em Ciências Matemáticas[10]
- Primeiro presidente da SBM.[11]
- Primeiro editor-chefe do Boletim da SBM.[9]